# Federation of International Bandy

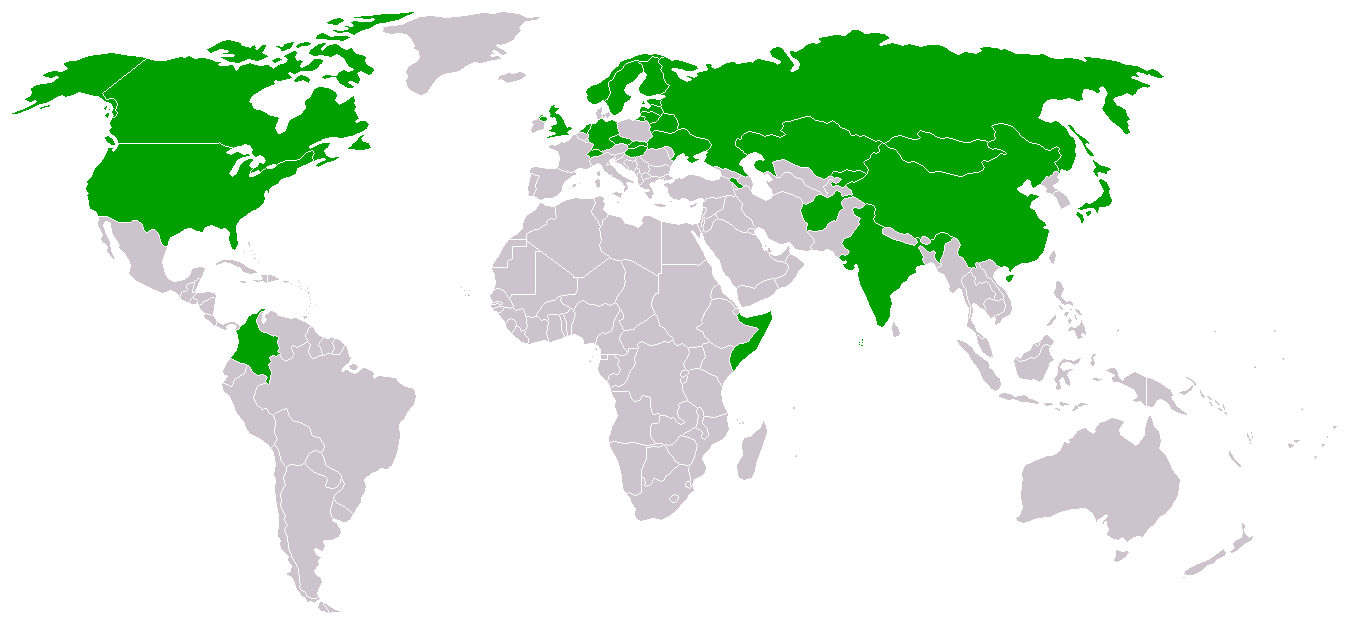
Attualmente sono membri del FIB 32 federazioni nazionali.

La Federation of International Bandy (FIB) è la federazione sportiva internazionale, riconosciuta dal CIO, che governa lo sport del bandy.

## Storia
Il nome della federazione è stato International Bandy Federation (IBF) tra il 1957 e il 2001, il nome attuale è stato adottato su richiesta del CIO in modo che la sigla IBF individuasse unicamente la International Badminton Federation, tra le federazioni membri del CIO stesso, la quale a sua volta dal 2006 ha assunto l'attuale denominazione di Badminton World Federation per non generare confusione con la più famosa, a livello mondiale, federazione professionionale di pugilato, la International Boxing Federation.

## Membri
Dal 2004 la FIB è tra le federazioni, membri dell'ARISF e quindi non ancora di sport olimpici ufficiali, riconosciute da CIO . Attualmente sono membri del FIB 32 federazioni nazionali.

## Campionati mondiali organizzati
- Campionati mondiali di bandy
- Campionati mondiali di bandy femminile